# Site Glen (CUSM)
Le Centre universitaire de santé McGill ou CUSM (en anglais : McGill University Health Centre ou MUHC) est un centre hospitalier universitaire bilingue québécois, associé à l'Université McGill et situé à Montréal.

## Histoire
Cette section ne s'appuie pas, ou pas assez, sur des sources secondaires ou tertiaires indépendantes du sujet.

Pour l'améliorer, ajoutez-en, ou placez des modèles {{Source secondaire souhaitée}} ou {{Source secondaire nécessaire}} sur les passages mal sourcés. (avril 2022)
En août 1997, l'Hôpital de Montréal pour enfants, l'Hôpital Royal Victoria, l'Hôpital général de Montréal, l'Institut neurologique de Montréal et l'Institut thoracique de Montréal s'associent pour former le Centre universitaire de santé McGill (CUSM). 
En 1998, le gouvernement du Québec approuve l’achat de l’ancienne cour de triage Glen et s'en porte acquéreur en 2001. En 2003, le gouvernement demande au CUSM de conserver un site au centre-ville ; l’Hôpital général est choisi pour y demeurer. En 2008, l’Hôpital de Lachine se joint au CUSM ; grâce à la modernisation de ses installations, il deviendra le campus Lachine au sein du projet de redéploiement. L’Institut de recherche du CUSM reçoit une subvention de 100 millions de dollars pour la construction des installations de recherche au campus Glen, à quoi s’ajoutent 100 millions du gouvernement du Québec et 50 millions des donateurs. En 2009, le CUSM et la Ville de Montréal entament les travaux routiers aux abords du campus Glen. En avril 2010, trois semaines après avoir choisi le consortium SNC-Lavalin et Innisfree, chargé de construire son mégahôpital sur le site Glen, le Centre universitaire de santé McGill (CUSM) annonçait le début des travaux pour juin 2010. 
En 2015, trois hôpitaux emménagent ensemble dans le nouvel établissement :  l'Hôpital Royal Victoria, l'Hôpital de Montréal pour enfants et l'Institut thoracique de Montréal .

## Établissements affiliés
Il regroupe six hôpitaux (avec la date à laquelle ils ont emménagé dans le nouvel édifice):
| nom de l'établissement                       | adresse                 | statut     | note                          |
| -------------------------------------------- | ----------------------- | ---------- | ----------------------------- |
| Hôpital général de Montréal                  | 1650, avenue Cedar      | En service | Toujours à l'ancien site      |
| Institut et hôpital neurologique de Montréal | 3801, rue University    | En service |                               |
| Institut thoracique de Montréal              | 1001, boulevard Décarie | En service | Déménagé au site Glen en 2015 |
| Hôpital de Lachine                           | 650, 16e Avenue         | En service |                               |
| Hôpital de Montréal pour enfants             | 1001, boulevard Décarie | En service | Déménagé au site Glen en 2015 |
| Hôpital Royal Victoria                       | 1001, boulevard Décarie | En service | Déménagé au site Glen en 2015 |
| Centre du cancer des Cèdres                  | 1001, boulevard Décarie | En service | Déménagé au site Glen en 2015 |

## RUISSS McGill
Le Réseau universitaire intégré de santé et de services sociaux (RUISSS) a pour fonction de soutenir la formation et le perfectionnement des professionnels de la santé, notamment dans les domaines de la recherche, de l’enseignement et de l’évaluation des technologies. Le RUISSS McGill s'étend sur tout le territoire québécois
| Région                        | Établissement                                                         |
| ----------------------------- | --------------------------------------------------------------------- |
| Montréal                      | CIUSSS de l’Ouest-de-l’Île-de-Montréal (Hôpital général du Lakeshore) |
| Montréal                      | CIUSSS du Centre-Ouest-de-l’Île-de-Montréal                           |
| Outaouais                     | CISSS de l’Outaouais                                                  |
| Abitibi-Témiscamingue         | CISSS de l’Abitibi-Témiscamingue                                      |
| Montérégie                    | CISSS de la Montérégie-Ouest                                          |
| Nord-du-Québec                | Centre régional de santé et de services sociaux de la Baie-James      |
| Nunavik                       | Régie régionale de la santé et des services sociaux du Nunavik        |
| Terres-Cries-de-la-Baie-James | Conseil cri de la santé et des services sociaux de la Baie-James      |

## Statistiques pour 2019/2020
- 1 573 médecins, pharmaciens et dentistes
- 14 405  professionnels de la santé, chercheurs et autres employés
- 14 405  étudiants
- Plus de 513 000 visites ambulatoires dont les visites au Service d'Urgences par an
- 36 000 admissions par année

Selon le site officiel du CUSM, celui-ci reçoit en 2019-2020 plus de 513 000 visites ambulatoires par an. Cette institution décompte notamment plus de 176 000 visites au service d’urgences. Il est rapporté que le CUSM a plus de 36 000 admissions par an et effectue plus de 30 000 interventions chirurgicales annuellement. Plus de 3 000 bébés y naissent chaque année. Le site officiel mentionne d'ailleurs que : « Le Centre universitaire de santé McGill (CUSM) est l’un des plus modernes et des plus grands réseaux universitaires bilingues en Amérique du Nord »

## Controverses
Pendant le mandat du PDG du CUSM de 2004 à 2011, Arthur Porter, le CUSM a fait l'objet de plusieurs enquêtes médiatiques qui se sont intensifiées par la découverte que ce dernier avait reçu 22,5 millions de dollars d'honoraires de consultation de SNC-Lavalin. Après avoir reçu ces paiements, M. Porter est soupçonné d'avoir favorisé cette société pour un contrat de 1,3 milliard de dollars pour la construction du CUSM au site Glen. Ces transactions ont été jugées contraires aux lois et règlements. M. Porter a démissionné le 5 décembre 2011. 
Une enquête plus approfondie a été effectué par les enquêteurs de l'Unité permanente anticorruption (UPAC) dépendant du Ministère québécois de la Sécurité publique et elle a abouti à des allégations d'implication de SNC-Lavalin et d'employés du CUSM dans des fraudes et des falsifications. Arthur Porter a quitté le Canada et a été appréhendé par des agents d'INTERPOL avec sa femme au Panama où il a été emprisonné en attendant son extradition au Québec. Il est décédé au Panama d'un cancer du poumon métastatique en 2015 avant de pouvoir être extradé,.